# Charles Joseph Baguenault de Puchesse
Pour les autres membres de la famille, voir Famille Baguenault de Puchesse.
 (octobre 2013).
Si vous disposez d'ouvrages ou d'articles de référence ou si vous connaissez des sites web de qualité traitant du thème abordé ici, merci de compléter l'article en donnant les références utiles à sa vérifiabilité et en les liant à la section « Notes et références ».
Charles Joseph Baguenault, seigneur de Puchesse, est un banquier français né à Orléans le 27 juin 1758, mort à Paris le 9 février 1817.

## Biographie
Il est le fils de Gabriel Baguenault, écuyer, seigneur de Puchesse, échevin d'Orléans (1783-1785), négociant en laines d’Espagne et cuirs (Orléans, 18 juin 1723 - Orléans, 26 février 1803) , marié en 1754 à Orléans, avec Elisabeth Miron (1734 + 1792), fille de Pierre Miron, sieur de L'Etang, conseiller secrétaire du Roi.
En 1797, il achète l'hôtel de Lamballe (Passy),.

### Historique de la banque Baguenault
La banque Baguenault, établie à Paris sous le Directoire, a été l'une des principales banques françaises sous le Premier Empire et la Restauration.
Charles Baguenault de Puchesse, banquier de Joseph Bonaparte, a développé ses activités en Espagne, où sa famille était anciennement en affaires.
En février-mars 1817, il est l'un des organisateurs du premier grand emprunt de la Restauration, avec Baring (Anglais), Hope (Hollandais), Hottinguer, Laffitte et Greffulhe. Cet emprunt, d'un montant de 100 millions de francs de capital (pour 6 millions de rente annuelle) fait figure de test de confiance des investisseurs envers le nouveau régime.
En juillet-août 1817, peu avant sa mort, Charles Joseph Baguenault de Puchesse organise un second grand emprunt avec Baring, Hope, Laffitte, Delessert, Greffulhe et Hottinguer. Ces banques versent 110,7 millions de francs à l'État (pour 9 millions de rente annuelle).
Baring et Hope s'octroient chacun le quart de l'emprunt et les cinq banques françaises un dixième chacune. Baguenault lève 10 millions de francs dans sa clientèle de courtage de titres mobiliers.

### Mariage et descendance
Charles Baguenault de Puchesse épouse à Paris le 16 octobre 1792 Gabrielle Rousseau de Thelonne (Paris, 29 août 1774 -  Paris, 14 mai 1848), fille de Charles-Gabriel-Jean Rousseau de Thelonne, plus tard député des Ardennes, et de Woldemar Victoire Michel de Grilleau (nièce de Jean Michel de Grilleau). Dont trois filles :
- Gabrielle Baguenault (Paris, 5 avril 1795 - Paris 8e, 22 février 1876), mariée à Paris le 14 octobre 1812 avec Gustave Sanlot (1782-1854), qui sera banquier à la suite de son beau-père (« Banque Sanlot-Baguenault »), maire du 2e arrondissement de Paris, élu de 1824 à 1827 député royaliste de Paris face à son collègue banquier Jacques Laffitte, futur président du Conseil sous Louis-Philippe. Dont postérité ;
- Ernestine Baguenault (Paris, 31 décembre 1800 - Magny les Hameaux, 24 octobre 1857), mariée à Magny les Hameaux le 28 mars 1818 avec Léopold de Rély (1790-1851), dont postérité ;
- Hélène Baguenault (18 août 1803 - Paris, 30 avril 1886), mariée le 18 avril 1821 avec Germain de Thellusson (1793-1849), fils de Jean Isaac de Thellusson, comte de Sorcy, et de Louise Rilliet. Dont postérité.

### Sources
- Grands notables du Premier Empire : Loiret, Centre national de la recherche scientifique, 1978.
- Gilles Jacoud, Political Economy and Industrialism: Banks in Saint-Simonian Economic Thought, Routledge, 2010.
- Michel Zylberberg, Une si douce domination: les milieux d'affaires français et l'Espagne vers 1780-1808, Comité pour l'histoire économique et financière de la France, 1993.
- Louis Bergeron, Banquiers, négociants et manufacturiers parisiens du Directoire à l’Empire, Éditions de l’École des hautes études en sciences sociales, 1999.